# Spilogona latilamina
Spilogona latilamina este o specie de muște din genul Spilogona, familia Muscidae. A fost descrisă pentru prima dată de Collin în anul 1930. Conform Catalogue of Life specia Spilogona latilamina nu are subspecii cunoscute.